# Musée Mobile Art
Mobile Art est un musée d'art contemporain itinérant dessiné par l'architecte irakienne Zaha Hadid sur une idée originale de Karl Lagerfeld et construit à l'initiative de la maison de haute-couture Chanel. Les artistes ont été sélectionnés par Fabrice Bousteau, directeur de la rédaction du magazine Beaux Arts. La bande-son a été enregistrée par l'actrice Jeanne Moreau.
Les dimensions de ce musée sont de 29 m de largeur, 45 m de longueur, 6 m de hauteur, pour une surface totale de 720 m2. Une terrasse d'accès se déploie sur 128 m2 et l'atrium-puits de lumière central s'étend sur 65 m2. Le musée est de fait un assemblage précis de 700 pièces uniques dont la taille maximale est de 3 cm d'épaisseur et 2,25 m de long, afin d'être transportable en conteneur. Le matériau utilisé est un sandwich de polymère et les ouvertures zénithales sont des coussins d'air. Une fois démonté, le Mobile Art remplit exactement 56 conteneurs et son montage nécessite 15 jours de travail de manutention.
Il contient une vingtaine d'installations et œuvres d'art inspirées par le mythique sac 2-55 et réalisées par autant d'artistes de nationalités différentes. Parmi eux : le photographe Nobuyoshi Araki, Daniel Buren, Wim Delvoye, la française Sylvie Fleury, Leandro Erlich, Fabrice Hybert, Michael Lin, la japonaise Yoko Ono, la japonaise Tabaimo, les vidéastes russes Blue Noses. 
Parmi les œuvres et installations :
- Nobuyoshi Araki : des photos de femmes nues ligotées dans des chaînes de sacs.
- Wim Delvoye : deux porcs naturalisés encadrent deux sacs Chanel rosâtres fabriqués dans une peau de truie avec poils et tétons, tatouée de motifs religieux.
- Sylvie Fleury : une ouverture géante de sac à main.
- Michael Lin : cristaux en suspension et 65 000 mosaïques au sol.
- Yoko Ono : un arbre de vie.

Le bâtiment a été donné par Chanel à l'Institut du monde arabe et est installé de façon permanente sur son parvis.
Il présente l'architecte irakienne jusqu'en septembre 2011.